# NHL 2K7
NHL 2K7 est un jeu vidéo de hockey sur glace développé par Visual Concepts et édité par 2K Sports. Le jeu sort en 2006 sur Xbox, PlayStation 2, Xbox 360 et PlayStation 3.

## Accueil
- Jeuxvideo.com : 17/20[1]